# كتب قصصية صغيرة

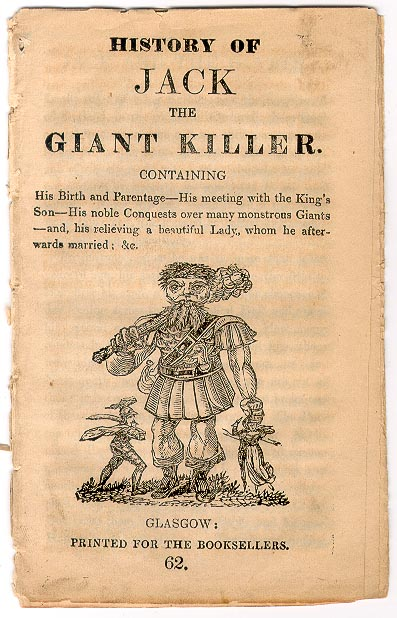
«جاك العملاق القاتل» وهو كتيب قصصي صغير

في أوروبا الحديثة المبكرة، الكتب القصصية الصغيرة (بالإنجليزية: Chapbook)‏ هي نوع من أدب الشارع المطبوع. وكانت الكتب القصصية التي تُنتج بثمن بخس كتيبات صغيرة الحجم مغطاة بالورق، تُطبع عادةً على ورقة واحدة مطوية في كتب من 8 إلى 24 صفحة. وغالبًا ما كانت موضحة برسوم خشبية غير مألوفة أحيانًا، وغالبًا ما كانت تُقرأ بصوتٍ جهيرٍ على مسامع الجمهور، وعندما تضمنت الرسوم التوضيحية في الكتب القصصية، عُدت مطبوعات شعبية.
نشأ تقليد كتب الحكايات الشعبية في القرن السادس عشر، فور أن أصبحت الكتب المطبوعة في متناول الجميع، وارتفعت إلى ذروتها خلال القرنين السابع عشر والثامن عشر. وقد نُشر العديد من الأنواع المختلفة من المواد الكتابية أو المطبوعات المؤقتة والأدب الشعبي، نُشرت بوصفها كتبًا قصصية، مثل الروزنامة، وأدب الأطفال، والحكايات الشعبية، والموسيقى، وأغاني الأطفال، والنشرات، والشعر، والكُتيبات السياسية والدينية.
صِيغَ مصطلح «الكتب القصصية» لهذا النوع من الأدب في القرن التاسع عشر. المصطلحات الفرنسية والألمانية المتطابقة لهذا المصطلح هما المكتبة الزرقاء وكتاب الشعب على التوالي، وفي إسبانيا باسم أوراق كورديل. ولوبوك هو المرادف الروسي لمصطلح الكتب القصصية.
يُستخدم مصطلح الكتب القصصية في النشرات اليومية، إذ إنها كتيبات قصيرة وغير مكلفة عمومًا.

## أصول الكلمات
وُثقت الكتب القصصية لأول مرة باللغة الإنجليزية سنة 1824، ويبدو أنه مشتق من مصطلح الباعة المتجولين الذين يبيعون مثل هذه الكتب: تشابمان، الجزء الأول من chapman يأتي من كلمة cēap  من الإنجليزية القديمة، التي تعني «المقايضة، أو الأعمال التجارية، أو التعامل»، واشتُقت منه الصفة الحديثة «رخيص».

## التاريخ
كانت الأغاني الشعبية شائعة للغاية وقد بيعت بقرش واحد أو نصف بنس في شوارع المدن والقرى في أنحاء بريطانيا بين القرن السادس عشر وأوائل القرن العشرين. ولقد سبقت الأغاني الكتب القصصية، ولكن كان لديهم محتوى متشابه، وأنظمة تسويق وتوزيع. وهناك تسجيلات من كامبريدجشير المعروفة أيضًا باسم مقاطعة كامبردج في وقت مبكر سنة 1553 لرجل يقدم أغنية صاخبة في تجمع كبير في الحانة، ويبيع بائع الكتب المتجول كتب لايتل للناس، متضمنةً رقاع الملابس القديمة عام 1578. هذه المبيعات هي على الأرجح من مميزات سوق الكتب القصصية.
اختفت الكتب القصصية تدريجيًا من منتصف القرن التاسع عشر في مواجهه ما تعرضت له من منافسة من الصحف الرخيصة وخصوصًا في أسكتلندا، والجمعيات الدينية التي تعدهم مخالفين للدين. ومع أن النموذج أُنتج في بريطانيا، صُنع العديد منها في الولايات المتحدة خلال الفترة نفسها.
وبسبب طبيعتهم الواهية فمن النادر أن تنجو هذه النشرات المؤقتة بوصفها عناصر فردية، وكانت تستهدف المشترين الذين لا يملكون مكتبات رسمية، في عصر كان فيه الورق مكلفًا، كانت تُستخدم للتغليف أو الخبز وكان الورق له دائمًا استخدامات صحية. وتذكر مراجع معاصرة لاستخدام الكتب الصغيرة ورقًا للمرحاض. إن العديد من الكتب القصصية الشعبية الباقية حتى الآن تأتي من مجموعات صموئيل بيبس بين عامي 1661 و1688 المحفوظة الآن في الكلية المجدلية بجامعة كامبردج، جمع أنتوني وود 65 من الكتب القصصية الشعبية، متضمنةً 20 كتابًا من قبل عام 1660، وهي الآن في مكتبة بودلي. وهناك مجموعات اسكتلندية مهمة مثل تلك التي تحتفظ بها جامعة غلاسكو.
لدى جامعي التحف الأثرية مثل بيتر أوبي اهتمام علمي رئيسي بالصياغة الفكرية للقصة.

## الإنتاج والتوزيع
كانت الكتب الشعبية رخيصة، وكانت النشرات المجهولة مواد القراءة المعتادة للأشخاص من الطبقة الدنيا الذين لا يستطيعون تحمل تكاليف الكتب. في حين كان أفراد الطبقة الغنية يملكون أحيانًا الكتب القصصية الشعبية. وقد تكون الكتب مغلفة بالجلد بحروف شخصية. عادةً ما يقوم عمال الطباعة بتصميم نصوصها للسوق الشعبية. وعادةً ما تكون الكتب القصصية ما بين 4 إلى 24 صفحة، وتُنتج على ورق خام، وغالبًا ما يعاد تدويرها، وبيعت ملايين الكتب مزودةً بالرسوم التوضيحية الخشبية.
بعد عام 1696 كان على باعة الكتب المتجولين الإنجليز الحصول على تراخيص، ثم أُذن لـ 2,500 منهم بذلك، 500 منهم في لندن وحدها، وبحلول عام 1848 كان هناك 3,500 في فرنسا من البائعين المرخصين، باعوا 40 مليون كتاب سنويًا.
كان مركز إنتاج الأغاني والكتب القصصية في لندن، وحتى حريق لندن الكبير كانت محال الطباعة ما تزال متمركزة حول جسر لندن. ومع ذلك، كان من سمات الكتب القصصية ازدياد الطبعات الإقليمية، ولا سيما في اسكتلندا ونيوكاسل أبون تاين. وكان أول منشور اسكتلندي هو حكاية «توم إبهام الإصبع» في 1682.

## المحتوى
تشكل الكتب القصصية الشعبية وسيلةً مهمة لنشر الثقافة الشعبية بين عامة الناس، لا سيما في المناطق الريفية. إذ كانت وسيلة للترفيه، والمعلومات والتاريخ (لا يمكن الاعتماد عليها عمومًا). ورغم ذلك انتُقد محتوى الكتب القصصية الشعبية، بسبب سردهم المعقد الذي كان مليئًا بالتكرار وأكدوا بشدة المغامرة من خلال أغلب التراكيب القصصية المتناقلة. ومع ذلك تُقيم بوصفها سجلًا للثقافة الشعبية، والحفاظ على الآثار الثقافية التي قد لا تظل موجودة بأي شكل آخر.
تم تسعير الكتب القصصية لبيعها للعاملين، مع أن سوقهم لم يقتصر على الطبقات العاملة. وبيعت القصص المبتذلة مقابل نصف بنس، أو بضعة بنسات. كانت أسعار الكتب المصغرة من 2د إلى 3د، عندما كانت أجور العمال الزراعيين 12د في اليوم الواحد.
إن معدل الإلمام بالقراءة والكتابة في إنكلترا عام 1640 كان نحو 30% للذكور وارتفع إلى 60% في منتصف القرن الثامن عشر. كان العديد من الناس العاملين قُراء، إن لم يكونوا كُتابًا، وكان نظام العمل قبل عصر الصناعة يوفر فترات تُمكنهم من القراءة. وبلا شك كانت تستخدم الكتب القصصية الشعبية لقراءتها بين العائلات في المنازل أو لجموع الناس في الحانات.
حتى أنها ساهمت في تطوير محو الأمية. كتب المؤلف والناشر فرانسس كيركمان كيف أطلقت هذه القصص العنان لخياله وحبه للكتب. وهناك أدلة أخرى على استخدامها في التعلم الذاتي.
ومع ذلك، فإن أرقام النسخ المطبوع مذهلة، في ستينيات القرن السادس عشر كانت طباعة التقاويم تصل إلى 400 ألف سنويًا، وهو ما يكفي كل عائلة من ثلاثة أفراد في إنجلترا. قام ناشر الكتب القصصية من القرن السابع عشر في لندن بتخزين كتاب لكل 15 عائلة في البلاد. وفي عشرينيات القرن الخامس عشر، لاحظ بائع كتب أكسفورد جون دورن في كتابه اليومي بيع ما يصل إلى 190 قصة في اليوم بنصف بنس لكل منها. وشمل مخزون الوصايا لتشارلز تياس، من العلامة ذات الأناجيل الثلاثة على جسر لندن عام 1664 الكتب والأوراق المطبوعة لإنتاج نحو 90 ألفًا من الكتب القصصية الشعبية (متضمنةً 400 رزمة من الورق) و37,500 من الصفحات القصصية. ولم يُعَد تياس شخصيةً بارزة في التجارة. ومخزون جوزيه بلير لعلامة المرأة على جسر لندن، سنة 1707 سُجل 31 ألف من الكتب، إضافةً إلى 257 حزمة من الأوراق المطبوعة. وكان أقل تقدير لمبيعاتها في أسكتلندا وحدها أكثر من 200,000 في النصف الثاني من القرن الثامن عشر.
زود عاملو الطباعة تُجار الكتب المتجولين بالكتب القصصية بالائتمان. الذين حملوها في جميع أنحاء البلاد، يبيعون بطرق الأبواب، وفي الأسواق والمعارض، والعودة لدفع ثمن الأسهم التي اشتروها. أدى ذلك إلى تسهيل التوزيع الواسع والمبيعات الكبيرة بأقل قدر من النفقات، وزُود عمال الطباعة بملاحظات حول العناوين الأكثر شيوعًا. وأُعيد طبع الأعمال الشعبية وتحريرها وإنتاجها في طبعات مختلفة. كتب فرانسيس كيركمان، تتمتين لقصة «دون بيليانوس اليوناني» ذات الشعبية الكبيرة، طُبعا لأول مرة سنة 1598.
أصدر الناشرون أيضًا قوائم، ووُجدت كتب القصص الشعبية في مكتبات مقاطعات يومن وطبقة النبلاء. جون وايتينغ، وهو أحد أفراد جماعة البروتستانتية اليومنية كان مسجونًا في إيلشيستر، سَمَرسِت، في ثمانينيات القرن السادس عشر كان لديه كتب أُرسلت بواسطة شركة نقل من لندن، وتُركت له في نُزل.
كان لدى بيبيس مجموعة من القصص موثقة في مجلدات، تحت التصنيفات التالية، التي قد تناسب موضوعات معظم الكتب:
1. الإخلاص والفضيلة.
2. التاريخ، واقعي وخرافي.
3. المأساة: بمعنى جرائم القتل والإعدام.
4. المكان والزمان.
5. الحب (ممتع).
6. الماضي (مزعج).
7. الزواج، الخيانة، إلخ.
8. البحر والحب والشهامة والأفعال.
9. الشرب والصحبة الجيدة.
10. الفكاهة والضحك.

يمكن إرجاع القصص في العديد من الكتب القصصية الشعبية إلى أصولها السابقة. إذ كان بيفيس من هامبتون موضوع رومانسية الأنغلو نورمانية في القرن الثالث عشر، التي من المحتمل أنها استندت إلى موضوعات سابقة. كان أساس قصة «حكماء روما السبعة» من المشرق، واستخدمها تشوسر. العديد من الطرائف عن رجال الدين الجهلة والجشعين في الكتب القصصية الشعبية، إذ اقتُبست من كتاب الراهب والصبي، وطُبعت نحو 1500. وكتاب الكيس المليء بالأخبار عام 1557.
كانت القصص التاريخية التي تدور في الماضي الأسطوري والخيالي ذات شعبية كبيرة. كان انتقاء الشخصيات مثيرًا للاهتمام. لم يظهر تشارلز الأول أو أوليفر كرومويل شخصيات تاريخية في مجموعة بيبيس، وظهرت إليزابيث الأولى مرة واحدة فقط. لم تُذكر حرب الوردتين أو الحرب الأهلية الإنجليزية إطلاقًا. أمّا هنري الثامن وهنري الثاني فقد ظهروا متنكرين، في الدفاع عن الحق مع الإسكافيين وعمال المطاحن، ومن ثم دعوتهم إلى المحكمة ومكافأتهم. ظهر نموذج البطل المولود لعائلة نبيلة ويتغلب على الظروف الصعبة بالشجاعة، مثل القديس جورج، ورجل وورويك، وروبن هود (الذي في هذه المرحلة لم يعط الفقراء ما كان يسرق من الأغنياء)، وابن الطبقة الفقيرة الذي يكتسب مكانته بالقوة العسكرية، مثل كليم كلوف، ووليام كلاوديسلي. غالبًا ما يظهر رجال الدين محط سخرية، وكان مواطنو البلاد الحمقى مشهورين أيضًا (مثل قصة الحكماء من جوثام). وكانت الأعمال الأخرى تستهدف الجمهور المحلي والريفي (مثل قصة الفأر الريفي وفأر المدينة).